# Manfred Paul (Informatiker)
Manfred Paul (* 25. April 1932 in Berlin; † 18. September 2021 in Füssen) war ein deutscher Pionier der Informatik und erster ordentlicher Professor für Informatik an einer deutschen Universität.

## Leben
Manfred Paul studierte ab 1951 Mathematik an der TH München. Seine Diplomarbeit im Bereich der Numerischen Mathematik wurde von Friedrich L. Bauer betreut. Nachdem er 1958 sein Diplom erhalten hatte, folgte er Bauer als Mitarbeiter bei dessen Wechsel an die Johannes Gutenberg-Universität Mainz. Dort arbeitete er an der Definition der Programmiersprachen Algol 58 und Algol 60. In Mainz promovierte er 1962 mit der Arbeit „Zur Struktur formaler Sprachen“.
Anschließend arbeitete er als Associate Professor an der University of Illinois at Urbana-Champaign und entwickelte dort den ALGOL-Compiler für die Großrechner der IBM 7090 Serie. Nach seiner Rückkehr nach Deutschland habilitierte sich Paul 1968 an der TH München mit dem Thema „Zur Darstellung des Kongruenzverbandes einer endlichen abstrakten Algebra“.
1970 erhielt die Technische Hochschule München den neuen Namen Technische Universität München. Manfred Paul wurde dort am neu geschaffenen Lehrstuhl erster ordentlicher Professor für Informatik an einer deutschen Universität. Kurz nach seiner Ernennung zum Professor wurde Paul für zwei Jahre (1971–1973) zum Vorsitzenden der Gesellschaft für Informatik gewählt. Nach Günter Hotz war er der zweite Vorsitzende der GI. Von 1978 bis 1983 war er Editor-in-Chief der Acta Informatica, einer Zeitschrift des Springer-Verlags zu Themen der Theoretischen Informatik.
Nach 30 Jahren als Professor an der Technischen Universität München emeritierte Manfred Paul im Jahr 2000. Auch danach engagierte er sich mit hohem persönlichen Einsatz an der Fakultät und für die Wissenschaft. Dabei förderte er auch die Gemeinschaft der Institutsmitarbeiter im privaten Bereich, zum Beispiel mit Aktivitäten wie Wandern, Segeln, Skilauf oder Bridge. Bis zur Coronazeit veranstaltete er im Münchner Raum jährlich eine Winterwanderung für frühere Kollegen und Mitarbeiter.

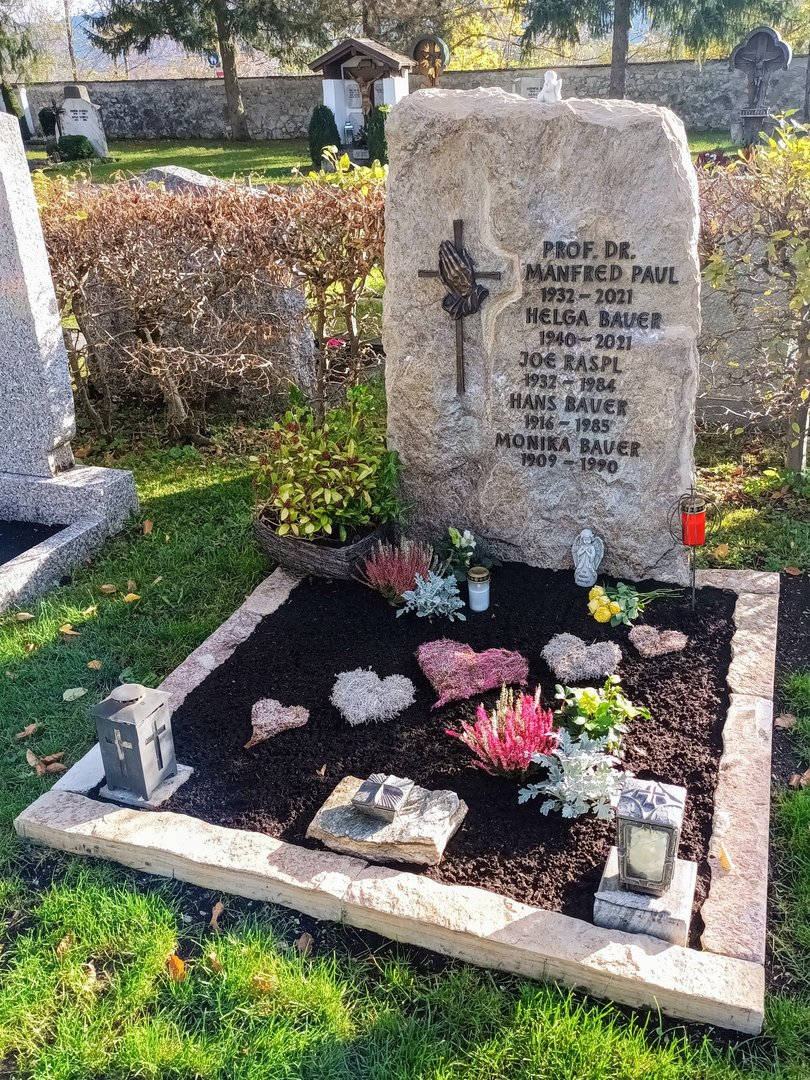
Grab von Manfred Paul auf dem Waldfriedhof Füssen

Manfred Paul starb 2021 in Füssen, wo er nach seiner Emeritierung seit vielen Jahren lebte, und ist auf dem Waldfriedhof Füssen beigesetzt.

## Ehrungen
- Silver Core Award der International Federation for Information Processing (IFIP) (1974)[4]
- Seit Anfang der 2000er-Jahre verleiht das IFIP Technical Committee 2 jährlich den IFIP TC2 Manfred Paul Award for Excellence in Software.[1]

## Werke
- Manfred Paul: Zur Struktur formaler Sprachen. Dissertation. Mainz 1962.
- Manfred Paul: Zur Darstellung des Kongruenzenverbandes einer endlichen abstrakten Algebra. München 1968.
- Manfred Paul, Ewald von Puttkamer: Struktureller Aufbau von Prozessrechnern. VDI-Verlag, Düsseldorf 1974, ISBN 978-3-18-400299-2.
- Manfred Paul: Digitale Messwertverarbeitung : Methoden u. Fallstudien. VDE-Verlag, Berlin, Offenbach, ISBN 978-3-8007-1266-3.
- Manfred Paul, Ulrich Güntzer: Jump interpolation search trees and symmetric binary numbers. TUM, München 1985.
- Manfred Paul, Sven Thelemann, Lutz Wegner: User interface techniques based on the non-first normal form data model. Kassel 1994.
- Manfred Paul: Typerweiterungen im eNF2-Datenmodell. Shaker, Aachen 1995, ISBN 978-3-8265-0437-2.